# Backstreet Boys
Die Backstreet Boys (BSB) sind eine US-amerikanische Gesangsgruppe. Sie wurde 1993 in Orlando, Florida von Lou Pearlman als Boygroup gegründet. Mit mehr als 130 Millionen verkauften Tonträgern ist sie eine der weltweit erfolgreichsten Gesangsgruppen.

## Bandgeschichte
1992 lernten sich Howie Dorough und AJ McLean bei einem Talentwettbewerb kennen. Nick Carter stieß kurze Zeit später dazu. Kevin Richardson war zu dieser Zeit noch als Model und Songwriter tätig. Richardson schlug seinen Cousin Brian Littrell, der im Kirchenchor sang, für die Gruppe vor. Er selbst stieß schließlich auch dazu, und am 20. April 1993 wurden die Backstreet Boys von Lou Pearlman gegründet. Sie wurde nach einem Flohmarkt in Orlando benannt, dem „Backstreet Flea market“. Johnny Wright, vorheriges Managermitglied von New Kids on the Block, wurde von Pearlman als Manager angestellt.

### 1995–1996: Erste Veröffentlichungen
Im Herbst 1995 starteten die Backstreet Boys ihre Karriere mit der Single We’ve Got It Goin’ On. In Deutschland erreichte sie Gold-Status. Ihre zweite Single I'll Never Break Your Heart erreichte in Österreich Platz 1. Auch für diese Single erhielten die Backstreet Boys Gold. Das Debütalbum Backstreet Boys erschien im Frühjahr 1996 und erreichte sechsfach-Platin-Status. Quit Playing Games (with My Heart) war ihre erste Nummer-eins-Single in Deutschland. Auch diese Auskopplung aus dem Debütalbum erreichte Platin.

### 1997–1998: Zweites Album, erster Erfolg in den USA
Im Sommer 1997 erschien das zweite Album mit dem Titel Backstreet’s Back. Die ausgekoppelte Single Everybody (Backstreet’s Back) erreichte Platz 2 der deutschen Single-Charts. Die Deutschlandtournee 1997 war ausverkauft. Aus demselben Album wurden 1998 die Singles As Long as You Love Me und All I Have to Give ausgekoppelt. Mit diesen Titeln waren sie erstmals auch in ihrem Heimatland, den USA erfolgreich und erreichten vordere Chartplätze. Daraufhin veröffentlichten sie in den USA ein Album, das Songs von ihrem ersten und zweiten Album enthält. Diesem folgte Ende des Jahres eine Tour durch die USA und Europa. 1998 hatten sie einen musikalischen Auftritt in der Serie Sabrina – Total Verhext!.

### 1999–2000: Weitere Alben
Während der darauf folgenden USA-Tour wurde es in Europa ruhig um die Backstreet Boys. Der Tour folgte das dritte Studioalbum mit dem Titel Millennium. Dieses Album wurde nach seiner Veröffentlichung innerhalb von einer Woche etwa 1.300.000 Mal in den USA verkauft. Aus dem Album wurden die Singles I Want It That Way, Larger Than Life, Show Me the Meaning of Being Lonely und The One ausgekoppelt.
Ende 2000 veröffentlichten die Backstreet Boys das Album Black & Blue. Single-Auskopplungen daraus waren The Call, Shape of My Heart und More Than That.

### 2001–2003: Greatest Hits und Bandpause
Ihr erstes Best-of-Album mit dem Titel Greatest Hits – Chapter One erschien Ende 2001 und wurde über sieben Millionen Mal verkauft. Im selben Jahr wurde die Alkohol- und Drogensucht des Bandmitglieds AJ bekannt. Es entstanden erste Trennungsgerüchte, doch die Gruppe blieb zusammen. Es erschienen zunächst keine weiteren Tonträger. Im Herbst 2002 startete das jüngste Bandmitglied Nick Carter eine Solokarriere mit dem Album Now or Never.

### 2004–2006: Comeback und letztes Album zu fünft

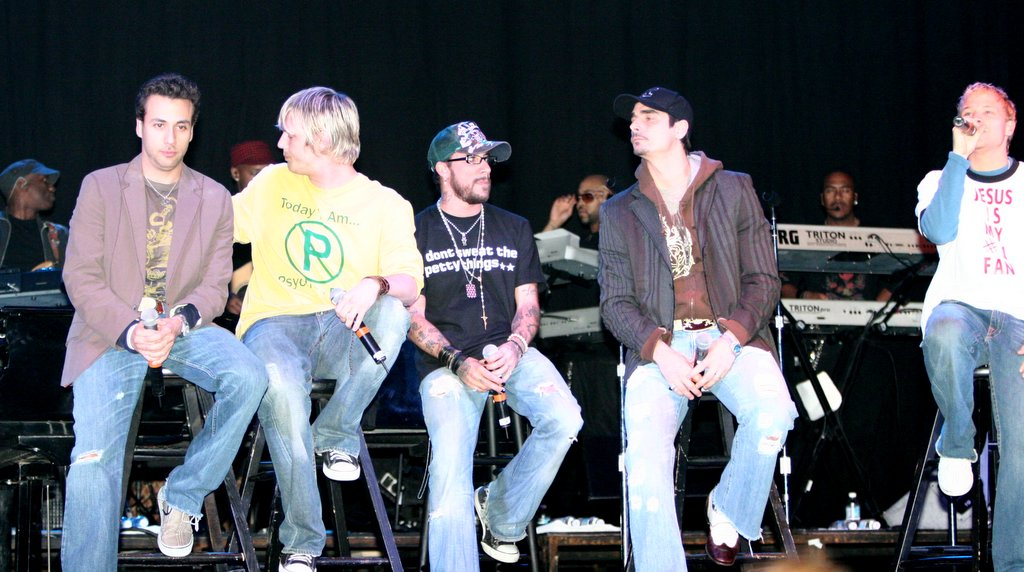
Backstreet Boys (2005)

Die Planungen zum Neustart der Band begannen im Jahr 2004. Die Backstreet Boys nahmen das Album Never Gone auf, das im Juni 2005 erschien. Die erste Single daraus, Incomplete, kam im Mai 2005 in die Läden. Die zweite Single, Just Want You to Know, erschien im September. Im Oktober veröffentlichte Jive Records den Titel Crawling Back to You als Downloadsingle unter dem Motto „Music for Hurricane Relief“ zugunsten der Wirbelsturmopfer in den Staaten.
Im Herbst 2005 tourten die Backstreet Boys durch Deutschland. Wegen der großen Nachfrage wurde in der Arena Nürnberg ebenso wie in der Kölnarena eine Zusatzshow geboten. Nach der Veröffentlichung der dritten Europasingle I Still im November 2005, die u. a. in Deutschland sehr erfolgreich war, entstanden erneut Trennungsgerüchte, die durch die Veröffentlichung des ersten Soloalbums Welcome Home von Brian Littrell 2006 weiter angeheizt wurden. Im Juni 2006 verließ Kevin Richardson nach 13 Jahren die Gruppe.

### 2007–2009: Album Nr. 6 und 7

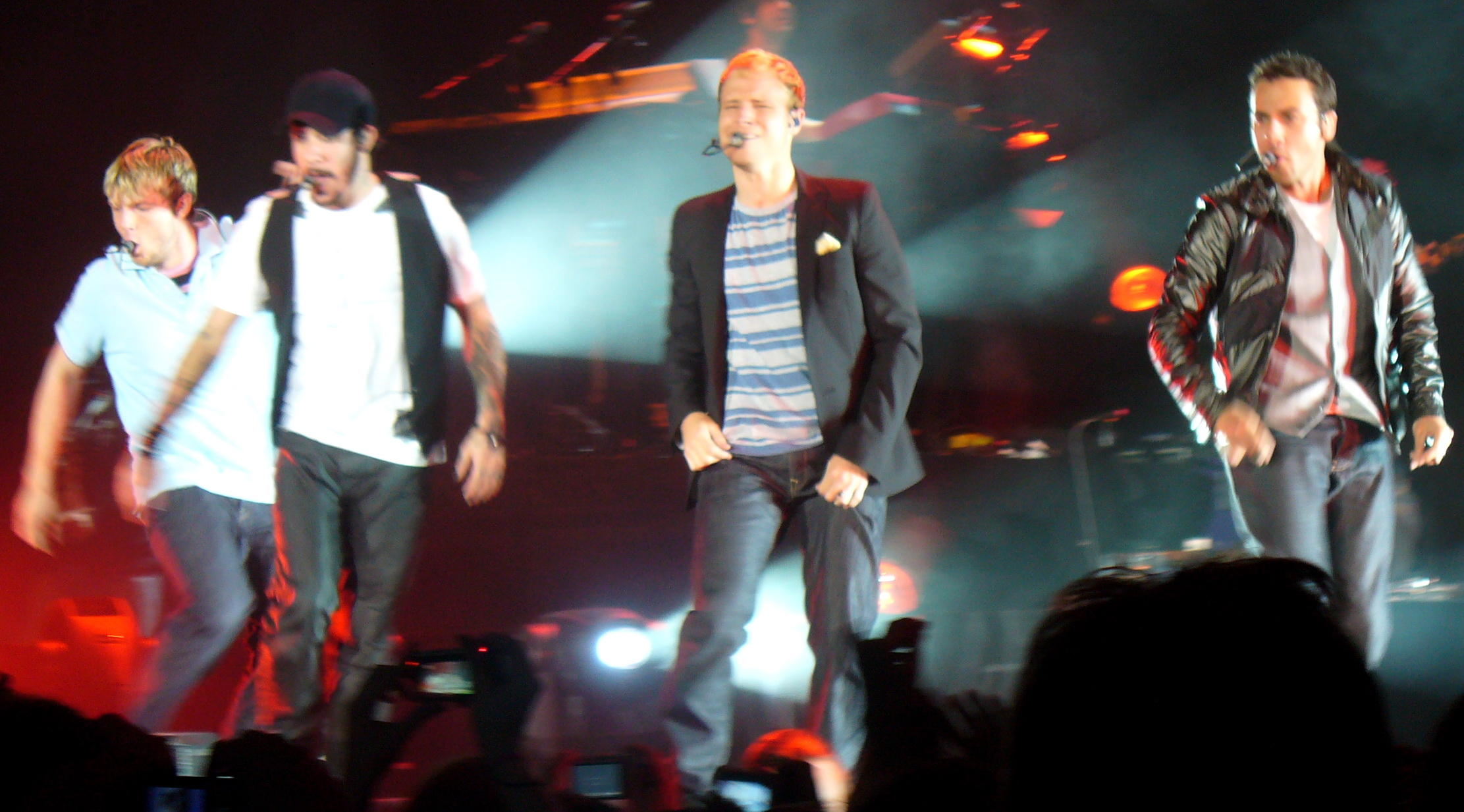
Backstreet Boys (2008)

Die vier verbliebenen Backstreet Boys veröffentlichten nach einem Jahr Pause im Oktober 2007 die erste Single als Quartett mit dem Titel Inconsolable. Dies war die erste Single aus dem sechsten Studioalbum Unbreakable. Die zweite Single nannte sich Helpless When She Smiles und erschien im Januar 2008. Im Februar 2008 startete die Unbreakable-Welttournee in Tokio und endete im Mai im russischen St. Petersburg, sieben der Konzerte fanden in Deutschland statt.
Im September 2009 veröffentlichten die Backstreet Boys die Single Straight Through My Heart in Deutschland vorab zu dem Album This Is Us. Diesem folgte Ende des Jahres erneut eine Tour durch die USA und Europa.

### 2010–2011: NKOTBSB
Im Rahmen der American Music Awards 2010 präsentierten sich die Backstreet Boys und New Kids On The Block als NKOTBSB erstmals mit einer choreografierten Show, in der ein Teil ihrer jeweiligen Hits miteinander verwoben war. Anlässlich der traditionellen Silvesterfeier folgte ein zweiter Auftritt vor etwa einer Million Menschen am New Yorker Times Square. Mit Don't Turn out the Lights veröffentlichten NKOTBSB im Dezember 2010 ihre erste gemeinsame Single. Unter dem Titel One Night – One Stage – Once in a Lifetime waren die beiden Gruppen seit Juni 2011 gemeinsam auf Tournee, dabei gastierten sie unter anderem im Fenway Park in Boston.
Im April 2012 wurde während eines NKOTBSB-Konzerts in London (das in über 400 Kinos übertragen wurde) bekanntgegeben, dass Kevin Richardson in die Band zurückkehre und ein neues Album in Planung sei.

### 2012–2016: Achtes Album und Filmprojekte
Im November 2012 erschien ein neues Lied der Backstreet Boys mit dem Titel It's Christmas Time Again. Ein weiteres Album der Band mit dem Titel In A World Like This erschien im August 2013 in Deutschland. Die Deutschlandtour in Originalbesetzung fand im März 2014 statt. Die daraufhin geplanten Sommerkonzerte konnten aufgrund der Insolvenz des Konzertveranstalters nicht umgesetzt werden.
2013 hatte die Band einen Cameo-Auftritt im Film Das ist das Ende. Nick Carter produzierte den Trash-Movie Dead 7 im Jahr 2015; in dem Film ist er neben anderen Mitgliedern der Band als Sheriff und Hauptdarsteller zu sehen.

### 2017–2020: Las-Vegas-Show und Album Nr. 9
Anfang März 2017 startete ihre im Jahr zuvor angekündigte permanente Las-Vegas-Show. Die Show umfasste insgesamt 80 Auftritte bis Ende April 2019. Zur selben Zeit begannen auch die Arbeiten an ihrem neunten Studioalbum.
Im Mai 2018 veröffentlichten sie die erste Single Don’t Go Breaking My Heart aus ihrem kommenden Album. Die zweite Single Chances erschien im November. Außerdem wurde der Song No Place als Single ausgekoppelt. Im Januar 2019 erschien das neue Album DNA und stieg auf Platz 2 der deutschen Charts ein; in den USA, Österreich und der Schweiz auf Platz 1.
Zusammen mit dem US-amerikanischen Electro-House-DJ und Musikproduzenten Steve Aoki nahmen sie für sein Album Neon Future IV den Song Let It Be Me auf, der im September 2019 als Single erschien. Britney Spears veröffentlichte im Dezember 2020 ihre Single Matches, die sie zusammen mit den Backstreet Boys aufgenommen hat.

### Seit 2021: Weihnachtsalbum und 30-jähriges Jubiläum
Im März 2021 begannen sie mit den Arbeiten an ihrem ersten Weihnachtsalbum, das eigentlich Ende des Jahres erscheinen sollte, aber wegen der Covid-19-Pandemie vorerst verschoben wurde. Am 6. September 2022 erschien mit Last Christmas, ein Cover von Wham!, die erste und auch einzige Singleauskopplung aus ihrem am 14. Oktober veröffentlichten Weihnachtsalbum A Very Backstreet Christmas.
Am 20. April 2023 feierten die Backstreet Boys ihr 30-jähriges Bandjubiläum. Nach 4 Jahren, 218 Shows, 3 Millionen verkauften Tickets und 44 Ländern endete am 20. Mai ihre DNA-Welttournee.

## Auszeichnungen

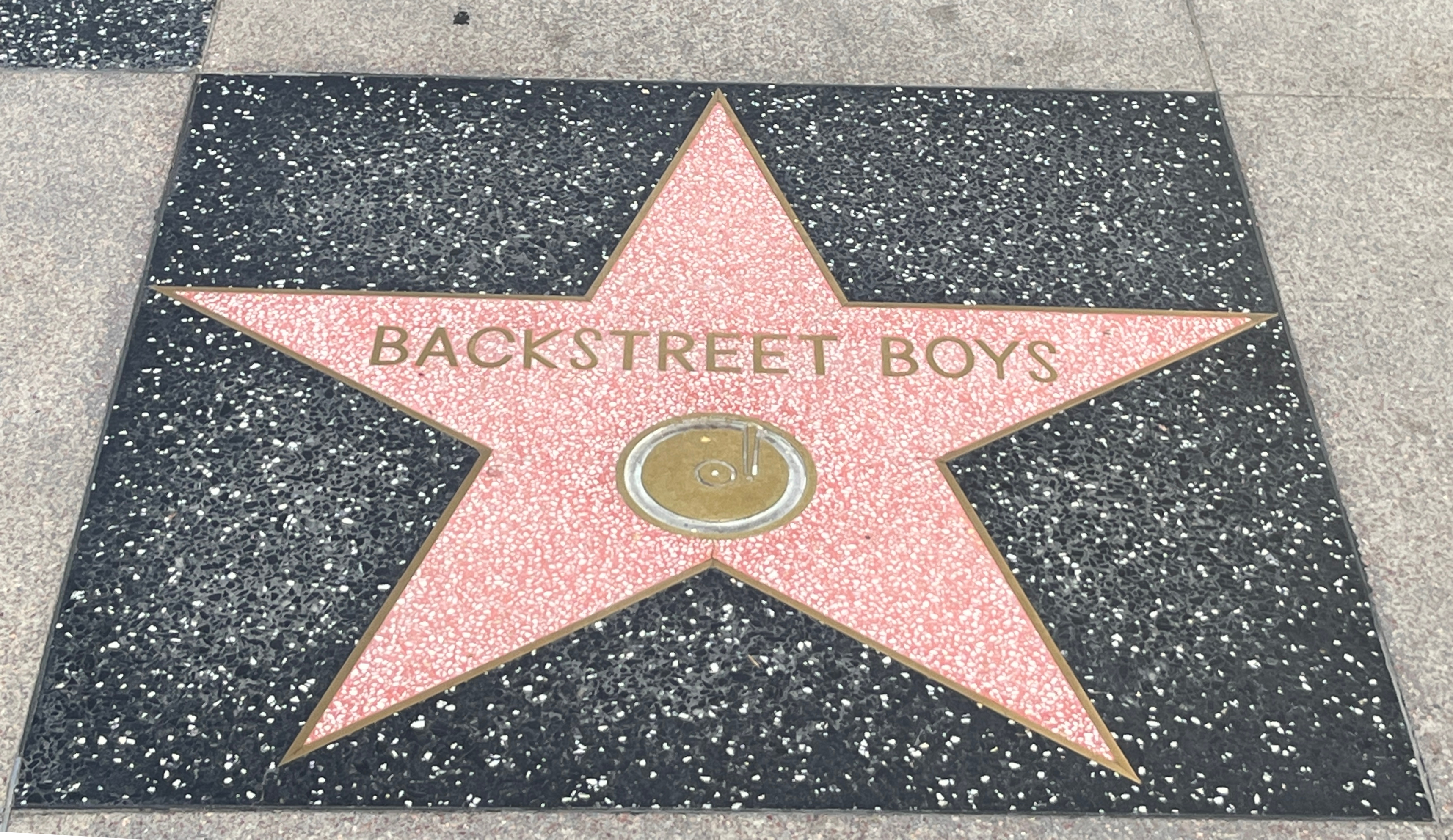
Stern auf dem Hollywood Walk of Fame

Im Sommer 1999 brachen die Backstreet Boys den Rekord für das meistverkaufte Album in der ersten Veröffentlichungswoche. Von ihrem dritten Album Millennium waren nach einer Woche nach Erscheinen bereits 1,13 Millionen Kopien verkauft. Insgesamt wurde das Album über 30 Millionen Mal in insgesamt 43 Ländern der Welt verkauft und erreichte den Platin-Status in 28 Ländern.
Sie waren fünfmal für den Grammy nominiert, wurden u. a. viermal mit dem Billboard Music Award, dreimal mit dem World Music Award, fünfmal mit dem MTV Europe Music Award und zweimal mit dem MTV Video Music Award ausgezeichnet.

## Diskografie
Studioalben

| Jahr | Titel Musiklabel                               | Höchstplatzierung, Gesamtwochen, AuszeichnungChartplatzierungen (Jahr, Titel, Musiklabel, Platzierungen, Wochen, Auszeichnungen, Anmerkungen) | Höchstplatzierung, Gesamtwochen, AuszeichnungChartplatzierungen (Jahr, Titel, Musiklabel, Platzierungen, Wochen, Auszeichnungen, Anmerkungen) | Höchstplatzierung, Gesamtwochen, AuszeichnungChartplatzierungen (Jahr, Titel, Musiklabel, Platzierungen, Wochen, Auszeichnungen, Anmerkungen) | Höchstplatzierung, Gesamtwochen, AuszeichnungChartplatzierungen (Jahr, Titel, Musiklabel, Platzierungen, Wochen, Auszeichnungen, Anmerkungen) | Höchstplatzierung, Gesamtwochen, AuszeichnungChartplatzierungen (Jahr, Titel, Musiklabel, Platzierungen, Wochen, Auszeichnungen, Anmerkungen) | Anmerkungen                                                    |
| Jahr | Titel Musiklabel                               | DE | AT | CH | UK | US | Anmerkungen                                                    |
| ---- | ---------------------------------------------- | --- | --- | --- | --- | --- | -------------------------------------------------------------- |
| 1996 | Backstreet Boys Jive Records (Zomba)           | DE1 ×2Doppelplatin · (70 Wo.)DE | AT1 ×3Dreifachplatin · (71 Wo.)AT | CH1 ×3Dreifachplatin · (59 Wo.)CH | UK12 Gold · (28 Wo.)UK | — | Erstveröffentlichung: 6. Mai 1996 Verkäufe: + 4.783.000        |
| 1997 | Backstreet’s Back Jive Records (Zomba)         | DE1 ×2Doppelplatin · (41 Wo.)DE | AT1 Platin · (25 Wo.)AT | CH1 ×2Doppelplatin · (40 Wo.)CH | UK2 ×2Doppelplatin · (50 Wo.)UK | — | Erstveröffentlichung: 11. August 1997 Verkäufe: + 7.753.000    |
| 1999 | Millennium Jive Records (Zomba)                | DE1 ×3Dreifachgold · (49 Wo.)DE | AT1 Gold · (18 Wo.)AT | CH1 Platin · (47 Wo.)CH | UK2 Platin · (63 Wo.)UK | US1 ×3Diamant + Dreifachplatin · (93 Wo.)US                                                                                                   | Erstveröffentlichung: 18. Mai 1999 Verkäufe: + 20.261.000      |
| 2000 | Black & Blue Jive Records (Zomba)              | DE1 ×3Dreifachgold · (17 Wo.)DE | AT3 Gold · (14 Wo.)AT | CH1 Platin · (17 Wo.)CH | UK13 Gold · (15 Wo.)UK | US1 ×8Achtfachplatin · (42 Wo.)US | Erstveröffentlichung: 21. November 2000 Verkäufe: + 11.392.000 |
| 2005 | Never Gone Jive Records (Zomba)                | DE1 Gold · (23 Wo.)DE | AT4 (14 Wo.)AT | CH3 Gold · (19 Wo.)CH | UK11 Gold · (6 Wo.)UK | US3 Platin · (16 Wo.)US | Erstveröffentlichung: 14. Juni 2005 Verkäufe: + 2.833.500      |
| 2007 | Unbreakable Jive Records (Zomba)               | DE4 (6 Wo.)DE | AT21 (2 Wo.)AT | CH6 (9 Wo.)CH | UK21 (2 Wo.)UK | US7 (5 Wo.)US | Erstveröffentlichung: 30. Oktober 2007 Verkäufe: + 310.000     |
| 2009 | This Is Us Jive Records (Sony)                 | DE10 (4 Wo.)DE | AT47 (2 Wo.)AT | CH9 (7 Wo.)CH | UK39 Silber · (1 Wo.)UK | US9 (5 Wo.)US | Erstveröffentlichung: 5. Oktober 2009 Verkäufe: + 310.000      |
| 2013 | In a World Like This K-Bahn (RED Distribution) | DE3 (6 Wo.)DE | AT8 (4 Wo.)AT | CH1 (9 Wo.)CH | UK16 (3 Wo.)UK | US5 (7 Wo.)US | Erstveröffentlichung: 30. Juli 2013 Verkäufe: + 100.000        |
| 2019 | DNA RCA Records (Sony)                         | DE2 (10 Wo.)DE | AT1 (8 Wo.)AT | CH1 (8 Wo.)CH | UK7 (1 Wo.)UK | US1 (6 Wo.)US | Erstveröffentlichung: 23. Januar 2019 Verkäufe: + 85.000       |